# Sezon snookerowy 2005/2006
Poniższa tabela przedstawia wyniki finałów najważniejszych turniejów snookerowych rozgrywanych w sezonie 2005/2006.
| Data                             | Turniej                    | Miejsce rozgrywek   | Zwycięzca        | Drugie miejsce    | Wynik |
| -------------------------------- | -------------------------- | ------------------- | ---------------- | ----------------- | ----- |
| 17 sierpnia – 21 sierpnia        | Northern Ireland Trophy    | Belfast             | Matthew Stevens  | Stephen Hendry    | 9-7   |
| 8 października – 16 października | Grand Prix                 | Preston             | John Higgins     | Ronnie O’Sullivan | 9-2   |
| 29 października                  | Pot Black Cup              | City of Westminster | Matthew Stevens  | Shaun Murphy      | 1-0   |
| 5 grudnia – 18 grudnia           | UK Championship            | York                | Ding Junhui      | Steve Davis       | 10-6  |
| 15 stycznia – 22 stycznia        | Saga Insurance Masters     | Wembley             | John Higgins     | Ronnie O’Sullivan | 10-9  |
| 30 stycznia – 5 lutego           | Malta Cup                  | Portomaso           | Ken Doherty      | John Higgins      | 9-8   |
| 27 lutego – 5 marca              | Welsh Open                 | Newport             | Stephen Lee      | Shaun Murphy      | 9-4   |
| 19 marca – 26 marca              | China Open                 | Pekin               | Mark J. Williams | John Higgins      | 9-8   |
| 15 kwietnia – 1 maja             | World Snooker Championship | Sheffield           | Graeme Dott      | Peter Ebdon       | 18-14 |